# HMS Hälsingland
Le HMS Hälsingland est le deuxième sous-marin de la classe Västergötland. Le navire a été nommé d’après la province historique de Hälsingland, en Suède. Le sous-marin a été lancé le 31 août 1987 et est entré en service dans la marine royale suédoise le 20 octobre 1988. Le Hälsingland a servi dans la marine suédoise jusqu’en 1997, date à laquelle le sous-marin a été mis hors service. En 2005, le Hälsingland et son navire jumeau HMS Västergötland ont été vendus à Singapour, où le Hälsingland a été rebaptisé RSS Archer et est entré en service le 2 décembre 2011. Il est encore en service.

## Développement
La conception du sous-marin combinait les meilleures propriétés des classes suédoises précédentes Sjöormen et Näcken. Les sous-marins de la classe Västergötland avaient une plus grande capacité de chasse sous-marine que les classes précédentes, en partie parce qu’ils étaient équipés d’une nouvelle torpille sous-marine moderne. Ils pouvaient tirer jusqu’à six torpilles lourdes et six torpilles légères à guidage filaire en même temps contre différentes cibles, un record mondial (à l’avantages peut-être douteux) qui existe probablement encore aujourd’hui.
La classe Västergötland comprenait les sous-marins HMS Södermanland et HMS Östergötland. Après d’importantes améliorations, ces deux sous-marins ont été reclassés dans une nouvelle classe Södermanland.

## Service en Suède
Le sous-marin a servi dans la marine suédoise pendant près de 25 ans et a ensuite été vendu à Singapour en 2005 avec le HMS Västergötland.

## Service à Singapour
Le HMS Hälsingland a été renommé RSS Archer. Le 4 novembre 2005, le Ministère de la Défense singapourien (MINDEF) a signé un accord avec Kockums pour la fourniture de deux sous-marins de classe Archer (anciennement classe Västergötland) à la marine de Singapour (RSN). Âgés de plus de 20 ans et auparavant en réserve de la marine suédoise, les sous-marins ont été transférés à la RSN à la fin de leur modernisation et de leur conversion pour les opérations dans les eaux tropicales. Le RSS Archer a été lancé le 16 juin 2009. Il a subi des essais en mer après son lancement et est maintenant opérationnel. Le deuxième sous-marin, le RSS Swordsman, a été lancé le 20 octobre 2010. Les sous-marins de classe Archer sont entrés en service en 2013 et ont remplacé les sous-marins de classe Challenger qui ont été retirés du service en 2015.